# Xenophilothis choumovitchi
Xenophilothis choumovitchi är en skalbaggsart som först beskrevs av Thérond in Thérond och Hollande 1965.  Xenophilothis choumovitchi ingår i släktet Xenophilothis och familjen stumpbaggar. Inga underarter finns listade i Catalogue of Life.